# Sängkläder

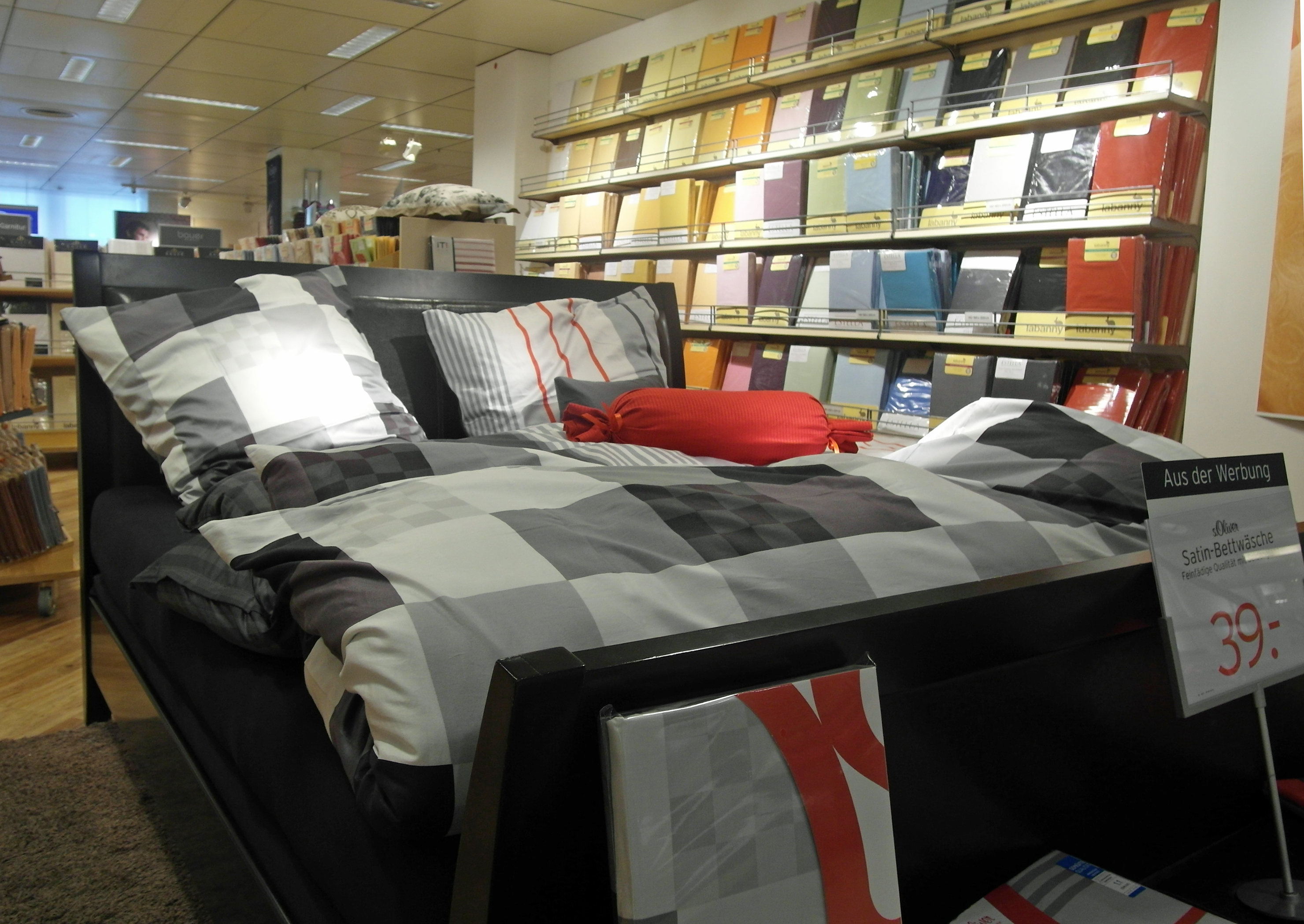
Sängkläder i en affär.

Sängkläder är de olika hemtextilier som används i sängen, främst lakan, påslakan, örngott och överkast.

## Svensk historik
En gång i tiden[när?] sov man på sänghalm med kuddar av sämskskinn (mjukbehandlat skinn vanligen av get o får) fyllda med dun och renhår samt täcken av fällar eller slitrya (med luggen nedåt i sängen). Begrepp och uttryck som innefattar sänghalm lever kvar än idag.
Vita linnelakan med spetsar och broderier är kända sen 1500-talet. Paradsängar bäddades upp i lanthemmen och stickade vaddtäcken till överkast är kända sedan 1600-talet. Sängkläderna spelade en stor social statusroll på den tid då kvinnans textila hemgift var av betydande ekonomiskt värde. När sänghalmen och dess underbredor (fällar) ersattes runt 1700-talet med stoppade madrasser eller bolstervar, utvecklades också sänglinnet. Och traditionen med spetsar och broderier levde kvar länge.
Över bädden placerades prydnadstäcken av finare fällar eller ryor och från slutet av 1800-talet vita bomullstäcken. I finare hem förekom himmelssängar, förlåt, sängomhängen och sparlakan.
År 1949 infördes sängstandard och seklets senare del nydanade sängkläderna till dagens former. Skumplasten ersatte vadd och lump, överlakan byttes mot påslakan med färger och mönster i standardiserade storlekar.

## Hygien
På grund av att husdammskvalster, hudrester och stora mängder svett ansamlas i sängkläderna bör man helst tvätta sina sängkläder varje vecka eller varannan vecka, särskilt om man har allergi, enligt Illustrerad Vetenskap. Den svenska professorn och läkaren Agnes Wold anser att det generellt inte är nödvändigt eftersom det är egna bakterier, och menar att det därför räcker med att byta sängkläder när de luktar illa eller är fläckiga.